# August Adler (Mathematiker)
August Adler (* 24. Jänner 1863 in Troppau; † 17. Oktober 1923 in Wien) war ein österreichischer Mathematiker.

## Leben
Adler besuchte die Schule in Troppau und studierte ab 1879 an der TH Wien und der Universität Wien mit dem Abschluss 1884 und der Promotion. Ab 1885 war er Assistent für Astronomie und Geodäsie und ab 1888 Lehrer an Döll´s Realschule in Wien, 1890 Supplent in Klagenfurt und 1891 Lehrer an der deutschen Realschule in Pilsen. 1895 wurde er Professor an der deutschen Realschule in Prag, habilitierte sich 1901 und wurde Privatdozent an der deutschen Technischen Hochschule Prag. 1906 wurde er Privatdozent an der TH Wien und Direktor der Staatsrealschule Wien.
1906 gab er einen neuen, mit Hilfe von Inversionen geführten Beweis des Satzes von Lorenzo Mascheroni (1797), dass geometrische Konstruktionen mit Zirkel und Lineal auch mit dem Zirkel allein ausführbar sind (Satz von Mohr-Mascheroni). Er veröffentlichte über darstellende Geometrie, algebraische Geometrie (Raumkurven höherer Ordnung, Regelflächen), Zeicheninstrumente, graphische Auflösung von Gleichungen und Mathematikpädagogik.
1909 veröffentlichte Adler Logarithmentafeln.

## Schriften
- Zur Theorie der Mascheronischen Konstruktionen, Sitzungsberichte Akad. Wiss. Wien, Math.-Naturw. Klasse, 1890, S. 910–916.
- Theorie der geometrischen Konstruktionen, Leipzig 1906, Digitalisat
- Einführung in die Geometrie. Lehr- und Übungsbuch für die 1. Klasse der Realschule, Wien: Hölder 1908
- Grundriss der Geometrie. Lehr- und Übungsbuch für Realschulen. 1. Teil für die 2. Klasse der Realschule, Wien: Hölder 1908
- Fünfstellige Logarithmen, Leipzig, 1909